# Strażnica KOP „Kręciłów”

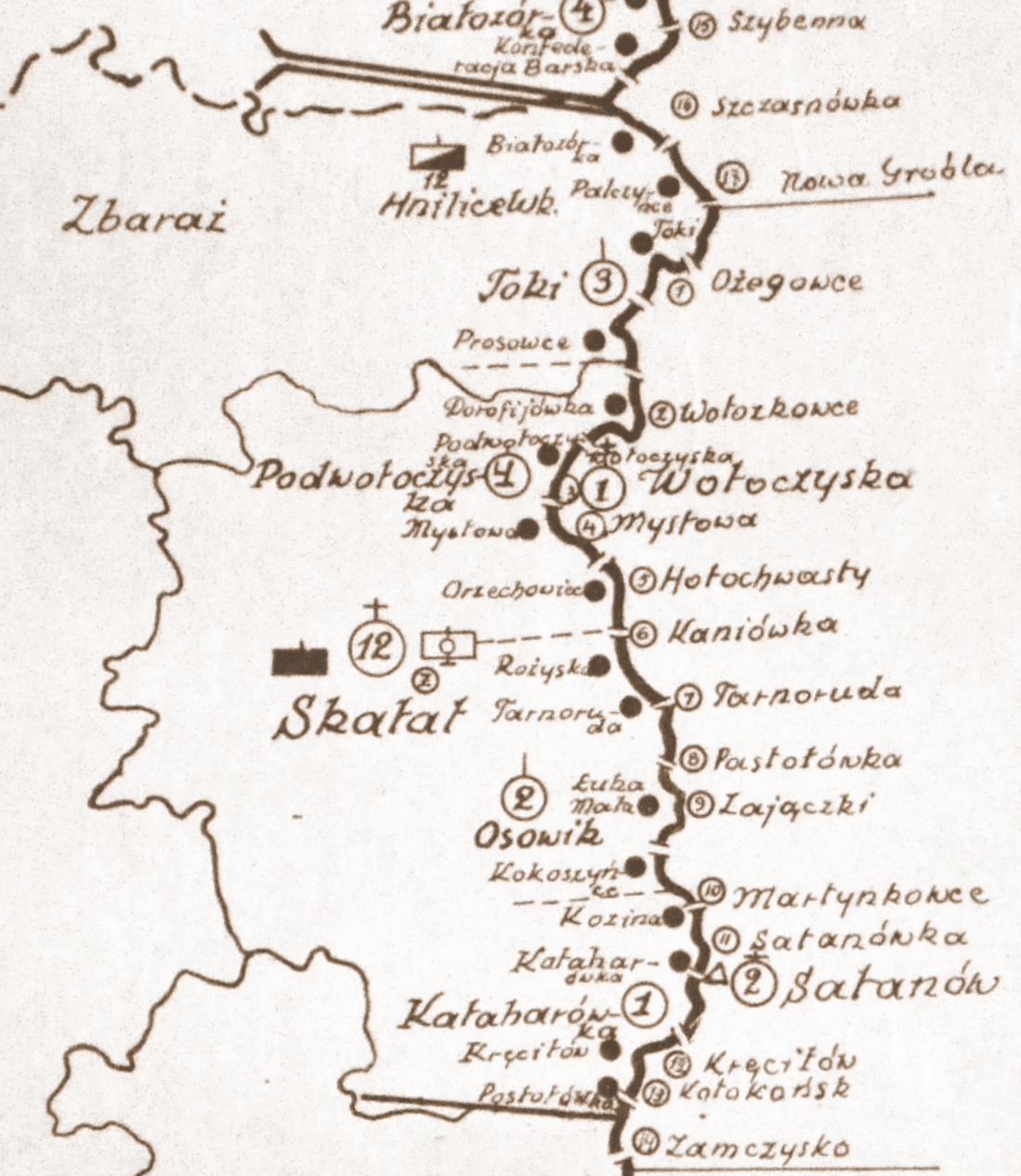
Rozmieszczenie batalionu KOP „Skałat” w 1931

Strażnica KOP „Kręciłów” – zasadnicza jednostka organizacyjna Korpusu Ochrony Pogranicza pełniąca służbę ochronną na granicy polsko-sowieckiej.

## Formowanie i zmiany organizacyjne
W 1925, w składzie 4 Brygady Ochrony Pogranicza, został sformowany 13 batalion graniczny. W 1928 w skład batalionu wchodziło 13 strażnic. W latach 1928 – 1934 strażnica „Kręciłów” znajdowała się w 1 kompanii granicznej KOP „Kałaharówka” , a w 1938 w strukturze organizacyjnej 3 kompanii granicznej KOP „Postołówka”. Strażnica liczyła około 18 żołnierzy i rozmieszczona była przy linii granicznej z zadaniem bezpośredniej ochrony granicy państwowej.
W 1932 obsada strażnicy zakwaterowana była w budynku popolicyjnym. Strażnicę z macierzystą kompanią łączył trakt długości 3,5 i szosa długości 2 km.

## Służba graniczna
Podstawową jednostką taktyczną Korpusu Ochrony Pogranicza przeznaczoną do pełnienia służby ochronnej był batalion graniczny. Odcinek batalionu dzielił się na pododcinki kompanii, a te z kolei na pododcinki strażnic, które były „zasadniczymi jednostkami pełniącymi służbę ochronną”, w sile półplutonu. Służba ochronna pełniona była systemem zmiennym, polegającym na stałym patrolowaniu strefy nadgranicznej, wystawianiu posterunków alarmowych, obserwacyjnych i kontrolnych stałych, patrolowaniu i organizowaniu zasadzek w miejscach rozpoznanych jako niebezpieczne, kontrolowaniu dokumentów i zatrzymywaniu osób podejrzanych, a także utrzymywaniu ścisłej łączności między oddziałami i władzami administracyjnymi.
Strażnica KOP „Kręciłów” w 1938 ochraniała pododcinek granicy państwowej szerokości 5 kilometrów 190 metrów od słupa granicznego nr 1989 do 1996, a w 1938 pododcinek szerokości 5 kilometrów 400 metrów od słupa granicznego nr 1989 do 1998.
Sąsiednie strażnice:
- strażnica KOP „Kałaharówka” ⇔ strażnica KOP „Postołówka” – 1928[2], 1929[3], 1931[4] , 1932[5], 1934[6], 1938[7]